# نویدورف (زاکسونی)-آنهالت
نویدورف (زاکسونی)-آنهالت (به آلمانی: Neudorf) یک منطقهٔ مسکونی در آلمان است که در هارتسگروده واقع شده‌است. نویدورف  ۶۷۷ نفر جمعیت دارد.